# アクティブディフェンス
アクティブディフェンス（英: Active defense）または積極防衛とは、防衛・防御のための攻撃や攻勢を指す軍事的な用語。

## 軍事的な意味でのアクティブディフェンス

### 軍事ドクトリンとしてのアクティブディフェンス
現在のアメリカでは主にサイバーセキュリティ用語として使われており、ロシアでは大祖国戦争時に使用された歴史的な軍事用語であり、あるいは1970年代の米軍（NATO軍）の軍事ドクトリンであり、21世紀初頭に採用された中国の軍事ドクトリンでもある。

### 日本のアクティブディフェンス
日本では自国の抑止力を最大化して敵対国に対して自国への攻撃を躊躇させる安全保障戦略における概念で、非核三原則に関しては「持ち込ませず」を見直し、同盟国による運用を積極的に活用し（ここまでは日本のみ）、自衛のための一定の攻撃力の保有に関する研究や防衛・軍事研究における規制を撤廃することである。また、対義語としては「専守防衛」という概念がある。

## セキュリティ面でのアクティブディフェンス

### アクティブディフェンスの特徴
通常のサイバーセキュリティはハッカー攻撃を受けた後にする対策なのに対して、アクティブディフェンスは「予防線を張る防御」である。
アクティブディフェンスは、攻撃者の攻撃の兆候を捉え、攻撃を事前に防いだり、弱めたりする防御のことである。そうすることで、実際に攻撃を受けたとしても、早期の解決ができる。